# Ананичев, Александр Михайлович
Александр Михайлович Ананичев (1991—2022) — российский военнослужащий, командир батальона 1-го гвардейского мотострелкового полка 2-й гвардейской мотострелковой дивизии 1-й гвардейской танковой армии Западного военного округа, гвардии майор, Герой Российской Федерации (2022, посмертно).

## Биография
Родился 25 мая 1991 года в селе Новая Безгинка Новооскольского района Белгородской области. В 2005 году, после окончания 8-ми классов Новобезгинской школы, поступил в Московское суворовское военное училище. В 2008 году стал курсантом Московского высшего общевойскового командного орденов Ленина и Октябрьской Революции Краснознамённое ордена Жукова училища, которое окончил с отличием в 2012 году.
Проходил службу в 1-м гвардейском Севастопольском Краснознаменном ордена Александра Невского мотострелковом полку 2-й гвардейской Таманской мотострелковой дивизии. В 2017 году принимал участие в международных стратегических учениях «Запад — 2017». Неоднократно участвовал в военных парадах на Красной площади.
Командир батальона гвардии капитан А. М. Ананичев с 24 февраля 2022 года участвовал во вторжение России на Украину. По данным военного ведомства РФ, с апреля исполнял обязанности командира полка, вместо погибшего гвардии подполковника Д. В. Межуева. В июне 2022 года было присвоено звание майор. По информации Министерства обороны РФ, 11 июля подразделение под его руководством проводило разведку боем у города Изюм Харьковской области, в ходе боя майор А. М. Ананичев погиб. Похоронен на кладбище села Новая Безгинка.
15 августа 2022 года Указом Президента Российской Федерации («закрытым») гвардии майору Александру Михайловичу Ананичеву за проявленные мужество и героизм присвоено звание Герой России (посмертно).

## Семья
Отец — Михаил Афанасьевич был колхозником, в настоящее время пенсионер, мать — Татьяна Михайловна, учительница средней Новобезгинской школы.
Александр был женат на Анне Ананичевой, воспитывал двух дочерей.

## Память
- Новобезгинской школе, в которой учился Александр Ананичев, присвоено его имя. На фасаде школы установлена мемориальная доска[1].
- В 2023 году в посёлке Калининец (Московская область) состоялась церемония открытия муралов посвящённых Александру Ананичеву и Денису Межуеву[4].
- В 2025 году в Новом Осколе была презентована книга «Александр Ананичев. Дорога ратная в бессмертие», в которой были собраны воспоминания родителей Ананичева, его учителей, сослуживцев и пр[5].

## Примечание
1. 1 2 3 4 5  Имя героя — школе. МБОУ «Новобезгинская СОШ им. Героя РФ А. М. Ананичева». Дата обращения: 6 декабря 2022. Архивировано 5 декабря 2022 года.
2. ↑  С. Никулина. В с. Новая Безгинка состоялось мероприятие, посвященное увековечиванию памяти Героя России А. М. Ананичева. МКУК «Новооскольская клубная система» (15 сентября 2022). Дата обращения: 6 декабря 2022. Архивировано 5 декабря 2022 года.
3. 1 2 3  Елена Коржова. Каким помнят близкие Героя России Александра Ананичева из Новооскольского округа. Белгородские известия (3 ноября 2022). Дата обращения: 6 декабря 2022. Архивировано 4 февраля 2023 года.
4. ↑  В посёлке Калининец состоялась церемония открытия муралов. Дата обращения: 17 июня 2025.
5. ↑  Ирина Светашова из Нового Оскола презентовала книгу «Александр Ананичев. Дорога ратная в бессмертие». no-vpered.ru. Дата обращения: 17 июня 2025.